# ریکی لی جونز
ریکی لی جونز (انگلیسی: Rickie Lee Jones؛ زادهٔ ۸ نوامبر ۱۹۵۴) یک موسیقی‌دان اهل ایالات متحده آمریکا است. وی از سال ۱۹۷۸ میلادی تاکنون مشغول فعالیت بوده‌است.